# Филлипс, Джон Кэлхун
Джон Кэ́лхун Фи́ллипс (англ. John Calhoun Phillips; 13 ноября 1870, Вермонт, Иллинойс — 25 июня 1943, Флагстафф, Аризона) — американский политик, 3-й губернатор Аризоны.

## Биография
Джон Кэлхун Филлипс родился 13 ноября 1870 года на ферме около Вермонта, штат Иллинойс. Он изучал право в колледже Хеддинг и в 1896 году был принят в коллегию адвокатов Иллинойса. В 1898 году, привлечённый обещаниями быстрого роста Территории Аризона, Филлипс приехал в Финикс, где открыл свою юридическую практику.
В 1901 году Филлипс был избран судьёй суда по делам о наследствах, завещаниях и опеке, и занимал эту должность до 1912 года, когда в соответствии с новыми законами штата стал первым судьёй главного суда первой инстанции округа Марикопа. В 1918 году Филлипс был избран в Палату представителей, а в 1924 — в Сенат Аризоны. Объявив о своём намерении баллотироваться на пост губернатора штата, он дал только одно обещание: «Работать продуктивно и бережливо». И он сдержал данное обещание. Страстный охотник и рыбак, Филлипс работал над законами об охране природы Аризоны и создал департамент охоты и рыбалки.
В 1930 году Филлипс проиграл выборы Джорджу Ханту и вернулся к юридической практике, основав вместе с сыном Ральфом товарищество «Филлипс и Филлипс». Домашний человек с хорошим чувством юмора, он часто называл себя «самым уродливым человеком в Аризоне». Однажды он отказался добиваться повышения зарплат судьям, объяснив это тем, что «если мы повысим жалование, то некоторые действительно квалифицированные юристы могут прийти и занять моё место».
Филлипс умер в 1943 году от сердечного приступа во время рыбалки на озере Мэри около Флагстаффа, Аризона.